# ZFP36L1
ZFP36L1 (англ. ZFP36 ring finger protein like 1) – білок, який кодується однойменним геном, розташованим у людей на короткому плечі 14-ї хромосоми. Довжина поліпептидного ланцюга білка становить 338 амінокислот, а молекулярна маса — 36 314.
| 10         |  | 20         |  | 30         |  | 40         |  | 50         |
| ---------- |  | ---------- |  | ---------- |  | ---------- |  | ---------- |
| MTTTLVSATI |  | FDLSEVLCKG |  | NKMLNYSAPS |  | AGGCLLDRKA |  | VGTPAGGGFP |
| RRHSVTLPSS |  | KFHQNQLLSS |  | LKGEPAPALS |  | SRDSRFRDRS |  | FSEGGERLLP |
| TQKQPGGGQV |  | NSSRYKTELC |  | RPFEENGACK |  | YGDKCQFAHG |  | IHELRSLTRH |
| PKYKTELCRT |  | FHTIGFCPYG |  | PRCHFIHNAE |  | ERRALAGARD |  | LSADRPRLQH |
| SFSFAGFPSA |  | AATAAATGLL |  | DSPTSITPPP |  | ILSADDLLGS |  | PTLPDGTNNP |
| FAFSSQELAS |  | LFAPSMGLPG |  | GGSPTTFLFR |  | PMSESPHMFD |  | SPPSPQDSLS |
| DQEGYLSSSS |  | SSHSGSDSPT |  | LDNSRRLPIF |  | SRLSISDD   |  |            |

A: Аланін

C: Цистеїн

D: Аспарагінова кислота

E: Глутамінова кислота

F: Фенілаланін

G: Гліцин

H: Гістидин

I: Ізолейцин

K: Лізин

L: Лейцин

M: Метіонін

N: Аспарагін

P: Пролін

Q: Глутамін

R: Аргінін

S: Серин

T: Треонін

V: Валін

Кодований геном білок за функціями належить до рибонуклеопротеїнів, білків розвитку, фосфопротеїнів. 
Задіяний у таких біологічних процесах, як процесинг мРНК, транспорт, транспорт мРНК. 
Білок має сайт для зв'язування з іонами металів, іоном цинку, ДНК, РНК. 
Локалізований у цитоплазмі, ядрі.